# Rémy Cointreau
Rémy Cointreau er en fransk familiejet spiritusproducent. Deres produkter omfatter cognac, likør og anden spiritus. Rémy Cointreau Group blev etableret i 1990 ved en fusion mellem E. Rémy Martin & Cie og Cointreau & Cie.
Deres brands inkluderer: Rémy Martin, Louis XIII, Mount Gay Rum, Cointreau, METAXA og Bruichladdich.